# Phylacium
Phylacium är ett släkte av ärtväxter. Phylacium ingår i familjen ärtväxter.
Kladogram enligt Catalogue of Life:
| Phylacium | \| \| Phylacium bracteosum \| \| \| \| \| \| Phylacium majus \| \| \| \| |
|           | \| \| Phylacium bracteosum \| \| \| \| \| \| Phylacium majus \| \| \| \| |
|           | Phylacium bracteosum                                                     |
|           |                                                                          |
|           | Phylacium majus                                                          |
|           |                                                                          |